# P.O.H.U.I
P.O.H.U.I sau Patologia Obstructiv Huliganică Uniform Iradiată este un single al trupei Carla's Dreams lansat pe 12 martie 2013 în colaborare cu Inna. Cântecul a fost compus de Carla's Dreams și a fost lansat inițial ca piesă solo la sfârșitul anului 2012. Colaborarea cu Inna a început când ea a descoperit piesa pe internet în 2013. Împreună cu Global Records, Inna a contactat trupa și au stabilit să refacă piesa și să fie cântată în duet cu Inna. Această colaborare a marcat intrarea trupei în show-biz-ul românesc.

## Bazele proiectului
P.O.H.U.I a fost scris și produs de membrii trupei Carla's Dreams.

## Live
Piesa este interpretată live la toate concertele trupei. De asemenea, piesa a fost cântată live la postul de radio Kiss FM; clipul cu prestația acestora a fost încărcat pe canalul de YouTube al postului și are peste 73.000 de vizualizări.

## Videoclip

Secvența din clip pe care îi prezintă pe solistul trupei Carla's Dreams și pe Inna

Piesa are 2 videoclipuri oficiale. Primul videoclip lansat la începutul anului 2013 a fost pentru prima variantă a piesei. Filmările au avut loc la Chișinău în regia lui Sergiu Barajin. Cel de-al doilea videoclip lansat pe 12 martie 2013 a fost pentru remake-ul piesei în colaborare cu Inna. Videoclipul este același, cu excepția unor scene înlocuite pentru a o prezenta și pe Inna. Solistul poartă un hanorac gri, blugi și adidași, fiind vopsit pe față, iar Inna poarta o cămașă albă, sacou, pantaloni și pantofi negri, având și părul tuns bob în stil băiețește cu breton. Scenele cu solistul și Inna au fost filmate la București cu același regizor. Cele două videoclipuri au fost postate pe canalul de YouTube al trupei Carla's Dreams, iar cel de-al doilea clip a fost postat pe canalul de YouTube al Innei. Ele au acumulat peste 23.750.000 de vizualizări.

## Perfomanța în topuri
În categoria pieselor românești a Media Forest Romania, P.O.H.U.I debutează pe poziția a 7-a cu un număr de 151 de redări la doar o lună de la lansarea piesei. Cea mai înaltă poziție pe care o ocupă piesa în top este poziția a 2-a, unde cântecul rămâne timp de 3 săptămâni.

## Topuri
| Grafic (2013)                   | Poziția |
| ------------------------------- | ------- |
| Republica Moldova (Airplay 100) | 1       |
| România (Romanian Top 100)      | 2       |
| România (Media Forest)          | 2       |

## Lansări
| Țara    | Data           | Format           | Casa de discuri |
| ------- | -------------- | ---------------- | --------------- |
| România | 12 martie 2013 | Digital Download | Global Records  |